# Niklas Bosserhoff
Pour les articles homonymes, voir Bosserhoff.
Niklas Bosserhoff né le 15 avril 1998 à Boston aux États-Unis, est un joueur de hockey sur gazon allemand qui joue en tant que défenseur du club de Bundesliga Uhlenhorst Mülheim et de l'équipe nationale allemande. Il a participé aux Jeux olympiques d'été de 2020.